# Hracholusky (okres Rakovník)
Obec Hracholusky (německy Schotendorf) se nachází v okrese Rakovník, kraj Středočeský, zhruba 12 km jjv. od Rakovníka. Žije zde 80 obyvatel.

## Název
Název vesnice vznikl složením slova hrách a slovesa luskati v posměšném významu ves hracholusků, tj. lidí, kteří louskali hrách. V historických pramenech se jméno objevuje ve tvarech: de Hracholusk (1379), de Hracholusk (1394) a v Hracholuštích (1524).

## Historie
Podle Augusta Sedláčka pochází první písemná zmínka o vesnici z roku 1379 a nachází se v přídomku Ořibora z Hracholusk, který sídlil ve Smědčicích. V té době stával ve vsi dvůr, který byl součástí křivoklátské manské soustavy. Podle Rudolfa Anděla je první zmínka až z roku 1385, kdy zemřela Anežka ze Sadlna, a vesnice připadla jako odúmrť králi Václavovi IV., od kterého ji získal Klement z Hracholusk. Roku 1414 zde sídlil jeho syn Jan z Hracholusk, kterému vesnice patřila až do smrti v roce 1445. Vesnici zdědila Janova sestra Bětka a vdova Markéta, která se znovu provdala za Mikuláše Pirnošku, a přestěhovala se s ním do Hlohovic. Obě dvě prodaly své podíly Janu Duchkovi z Pustovět, který za Markétinu část zaplatil padesát kop grošů.
Jan Duchek z Pustovět nechal v letech 1449–1470 u starého dvora postavit tvrz. Na ní sídlili i jeho tři synové, kteří vesnici s tvrz roku 1476 prodali Burjanovi ze Strojetic. Od Burjana celou vesnici koupili v roce 1495 Jan mladší Penížek ze Slatiny se svým stejnojmenným otcem. Jejich věřitelkou byla Rejna ze Strojetic, které po smrti Jana mladšího v roce 1507 vesnice připadla. Roku 1521 od ní panství koupil Ondřej Vančura ze Vlenec, po kterém jej zdědil syn Mikuláš Hracholuský ze Vlenec a v roce 1551 prodal Jindřichovi z Vřesovic. Jindřich se pokusil se svolením krále Ferdinanda I. otevřít u vsi měděný důl, ale podnikání se nevyplácelo, a jeho synové Jan a Jetřich z Vřesovic museli vesnici kvůli dluhům prodat Radslavovi z Vchynic a na Petrovicích. Radslav později Hracholusky rozdělil na dvě části, které v letech 1589 a 1592 prodal za celkem 3750 kop míšeňských grošů císaři Rudolfovi II., který je připojil ke Křivoklátu. Během třicetileté války byla vesnice i s tvrzí vypálena. Tvrz již nebyla obnovena a zanikla.

### Územněsprávní začlenění
Dějiny územněsprávního začleňování zahrnují období od roku 1850 do současnosti. V chronologickém přehledu je uvedena územně administrativní příslušnost obce v roce, kdy ke změně došlo:
- 1850 země česká, kraj Praha, politický okres Rakovník, soudní okres Křivoklát[7]
- 1855 země česká, kraj Praha, soudní okres Křivoklát
- 1868 země česká, politický okres Rakovník, soudní okres Křivoklát
- 1939 země česká, Oberlandrat Kladno, politický okres Rakovník, soudní okres Křivoklát[8]
- 1942 země česká, Oberlandrat Praha, politický okres Rakovník, soudní okres Křivoklát[9]
- 1945 země česká, správní okres Rakovník, soudní okres Křivoklát[10]
- 1949 Pražský kraj, okres Rakovník[11]
- 1960 Středočeský kraj, okres Rakovník
- 2003 Středočeský kraj, obec s rozšířenou působností Rakovník

### Rok 1932
V obci Hracholusky (250 obyvatel) byly v roce 1932 evidovány tyto živnosti a obchody: 2 hostince, kovář, krejčí, obuvník, 12 rolníků, 2 obchody se smíšeným zbožím, trafika, velkostatek, zahradník.

## Pamětihodnosti
- Přírodní rezervace Čertova skála
- Přírodní památka Valachov

## Doprava
Dopravní síť
- Pozemní komunikace – Do obce vede silnice III. třídy.

- Železnice – Železniční trať ani stanice na území obce nejsou.

Veřejná doprava 2021
- Autobusová doprava – V obci má zastávku autobusová linka 576 Rakovník-Slabce-Skryje (v pracovních dnech 12 spojů, o víkendu 7 spojů)(dopravce: Transdev Střední Čechy)